# Fàbrica de galetes Viñas
La fàbrica de galetes Viñas és un edifici industrial situat als carrers de Pamplona, 96-104 i Almogàvers, 125-129 al Poblenou de Barcelona, catalogat com a bé amb elements d'interès (categoria C).

## Història
El 1878, Pere Viñas i Renom va demanar permís per a construir una fàbrica de galetes a l'interior d'illa i instal·lar-hi una caldera de vapor de 12 CV. El 1882, va presentar el projecte del mestre d'obres Joan Barba per a construir una «quadra» al carrer de Vilanova (actualment Sancho d'Àvila), actualment desapareguda. El 1884, Viñas va demanar permís per a construir una nau al carrer núm. 43 (actualment Pamplona), segons el projecte del mateix autor. i novament el 1886, sota la raó social Viñas i Cia, per a ampliar-la.
Aquell mateix any, l'empresa va guanyar una medalla d'or a l'Exposició de Liverpool, i també va ser present a l'Exposició Universal de Barcelona del 1888. Aleshores, produïa 1 milió de kg anuals i comptava amb maquinària moderna (forns, amassadores, batedores, etc.) hi treballaven 150 obrers. Al tombant de segle, era el primer fabricant de galetes de l'Estat i els seus principals mercats eren Amèrica, les Filipines i alguns països europeus.
La fàbrica va ser ampliada cap al carrer de les Glòries (actualment Almogàvers), i el 1894, Viñas va demanar permís per a instal·lar-hi una caldera de vapor.
El 1928 es va constituir la societat anònima Galetes Viñas SA, que després de la Guerra Civil es va declarar en fallida. Aleshores, la fàbrica va ser embargada per la Delegació d'Hisenda, que la vengué a Manuel Casany i Aixelà, que hi mantingué uns quants anys el nom de Galetes Viñas-Manuel Casany. Actualment, el recinte està ocupat per diferents empreses.

## Descripció
Es tracta d'un conjunt de naus de planta baixa i un pis, distribuïdes al voltant de dos patis interiors amb accés directe des del carrer. Malgrat haver estat construïdes en diferents etapes, aquestes presenten una unitat formal, basada en la repetició d'un interessant mòdul en maó vist.